# Вирус арктического бешенства
Вирус арктического бешенства представляет собой штамм лиссавируса бешенства, который циркулирует в арктических регионах Аляски, Канады, Гренландии и России. В Швеции или на материковой части Норвегии не было случаев заболевания более 100 лет. Однако вирус обнаружен на Шпицбергене. С 1989 года в Финляндии не было зарегистрировано ни одного случая. Песец является основным хозяином.
Вирус арктического бешенства принадлежит к семейству Rhabdoviridae и роду Lyssavirus. Вирус арктического бешенства представляет собой один из четырёх генотипов бешенства, каждый из которых, как было показано, адаптируется к различным хозяевам, включая летучих мышей, питающихся фруктами и насекомыми, и песца.

## История открытия
Впервые проявления заболевания, подобного бешенству, на территории Арктики были зафиксированы в 1859 в Гренландии. В 1867 проявления заболевания были зафиксированы в арктических регионах Канады, в 1886 — в Швеции, в 1887 — на Аляске. В 1916 было установлено, что симптомы заболевания, которые наблюдались среди ездовых собак, аналогичны симптомам, выявленным у полярных лисиц. В 1945—47 был впервые обнаружен вирус, который является возбудителем этого заболевания. В 1954—56 вирус был обнаружен в СССР на территории Ямало-Ненецкого автономного округа. В 1959 вирус обнаружен в Гренландии.
Значительно позже, в 1980-х вирус зафиксировали в Норвегии — на территории островов Шпицберген — и на Кольском полуострове России.

## Эпидемиология
Арктические вирусы бешенства, циркулирующие в арктических странах, филогенетически родственны вирусам бешенства в Индии. Индийский арктический вирус бешенства относится к арктической/арктической (AL) линии. Эта линия составляет тип, циркулирующий почти по всей Индии. Используя филогенетический анализ и байесовские методы, индийские вирусы произошли от общего предка в течение последних 40 лет. Линия Arctic-AL возникла в течение последних 200 лет, что совпадает с вторжением клады в Канаду.
Удобными для вируса носителями являются полярные лисы-среди них наблюдаются миграции на длинные дистанции, что является одним из факторов распространения вируса бешенства. При этом, однако, они имеют низкую густоту популяции. Самый благоприятный период для распространения вируса — осень, когда полярные лисы начинают мигрировать, к тому же перед началом осени среди полярных лисиц наблюдаются наибольшие показатели плотности популяции. Благоприятными для распространения вируса являются также периоды спаривания у полярных лис. среди исследователей не до конца решённым остается вопрос распространения вируса в периоды низкой густоты популяций полярных лис. Среди возможных причин указываются долгосрочные и инкубационный период экскреции вируса, а также свойства морозного воздуха, дают возможность вирусу «консервироваться» в нём и, как следствие, дистанционно передаваться представителям той или иной популяции полярных лисиц.
Другими переносчиками заболевания выступают северный олень, нерпа, серый тюлень, белый медведь, волк, енотовидная собака и лисица обыкновенная; в отличие от двух последних, вирус поражает их лишь периодически. Енотовидная собака и лиса обыкновенная вместе с полярными лисами являются активными переносчиками арктического вируса бешенства.

## Клиническая картина
Инкубационный период, согласно лабораторным данным, длится от восьми дней до полугода. Во время клинических проявлений кардинально меняется поведение животных — они теряют чувство страха и становятся агрессивными, также наблюдаются кардинальные нарушения деятельности мозга. Конечными стадиями заболевания являются паралич и смерть — ею заканчиваются все проявления бешенства. Клинически установлено, что смерть наступает через день или два после начала проявления симптомов.
Среди людей также имели место случаи заражения и риска заражения арктическим вирусом бешенства. Однако люди в основном контактировали не с лисами, а с зараженными собаками, вследствие чего риск передачи вируса человеку снижался. Поэтому бытовало мнение, согласно которому человек менее уязвим по отношению к арктическому вирусу бешенства. Ещё одним объяснением этого служит естественный иммунитет к бешенству у инуитов.

## Контроль
Контролирование уровня заболеваемости бешенством заключается в максимальном уменьшении уровня заболеваемости на отдельных территориях и остановке процесса распространения вируса. В арктических широтах осуществление таких мероприятий осложняется многими факторами, среди которых значительные объёмы территории и отсутствие инфраструктуры.
Современные вакцины, которые применяются для борьбы с вирусом бешенства, не слишком эффективны в условиях Арктики. Для борьбы с распространением заболевания применяется метод орального вакцинирования. Он заключается в том, что вакцину незаметно дают животным вместе с пищей, которую используют как приманку. Такой метод, несмотря на малую эффективность в целом, хорошо зарекомендовал себя в Финляндии, Канаде и на Аляске.

## Использованная литература
1. ↑  Таксономия вирусов (англ.) на сайте Международного комитета по таксономии вирусов (ICTV).
2. ↑  Torill Mørk1* and Pål Prestrud. Arctic Rabies — A Review. Acta Veterinaria Scandinavica 2004, 45:1-9
3. ↑  Cherkasskiy BL: The epidemiological surveillance on Arctic fox rabies. WHO/NVI Workshop on Arctic fox rabies, Uppsala, Sweden. Background papers 1990, 25-28
4. ↑  Degaard ØA, Krogsrud J: Rabies in Svalbard: Infection diagnosed in Arctic fox, reindeer and seal.Vet Rec 1981, 109:141-42.
5. 1 2 3  Holck SN. Rabiesforekomst i Grønland før og nu. (Occurrence of rabies in Greenland, before and now) Dan Vet Tidsskr. 1989;72:22-30
6. 1 2  Rabies in Greenland. LASSEN HC Ugeskr Laeger. 1962 Mar 2; 124():269-72
7. 1 2  Elton C. Epidemics among sledge dogs in the Canadian Arctic and their relation to disease in the arctic fox. Can J Res. 1931;58:673-92
8. ↑  Wierup M, Engvall A. Rabies — Sweden. WHO/NVI Workshop on arctic rabies, Uppsala, Sweden. Background papers. 1990. pp. 83-85.
9. 1 2  Rabies in Alaska. Williams RB Can J Comp Med Vet Sci. 1949 Jun; 13(6):136-43
10. 1 2 3  NATURAL FOCI OF A RABIES-LIKE INFECTION IN THE FAR NORTH. KANTOROVICH RA J Hyg Epidemiol Microbiol Immunol. 1964; 8():100-10
11. ↑  Westerling B. Rabiessläget i Finland. (The Rabies battle in Finland) Svensk Vet Tidn. 1989;41:315-17
12. ↑  Selimov MA, Botvinkin AD, Khozinskii VV, Klyueva EV, King A, Petrenko LG, et al. Lyssavirus characterization with monoclonal antibodies on strains of certain regions of the USSR. Rabies Bulletin Europe. 1990;14:8-9
13. ↑  Susan A. Nadin-Davis, Mary Sheen, Alexander I. Wandeler. Recent Emergence of the Arctic Rabies Virus Lineage. Virus Research. Volume 163, Issue 1, January 2012, pages 352—362.
14. ↑  Eberhardt LE, Hanson WC. Long-distance movements of arctic foxes tagged in northern Alaska. Can Field-Nat. 1978;92:386-89
15. 1 2  Observations on some natural-focal zoonoses in Alaska. Rausch RL Arch Environ Health. 1972 Oct; 25(4):246-52
16. ↑  History and epizootiology of rabies in Canada. Tabel H, Corner AH, Webster WA, Casey CA Can Vet J. 1974 Oct; 15(10):271-81
17. ↑  Cherkasskiy BL. The epidemiological surveillance on Arctic fox rabies. WHO/NVI Workshop on arctic fox rabies, Uppsala, Sweden. Background papers. 1990. pp. 25-28
18. ↑  Rabies in Svalbard: infection diagnosed in arctic fox, reindeer and seal. Odegaard OA, Krogsrud J Vet Rec. 1981 Aug 15; 109(7):141-2
19. ↑  Westerling B, Stenman O. Hälsotilståndet hos säl i Östersjön. (The health condition of seals in the Baltic Sea) I veterinären och den yttre miljön, Nordisk komiteé för veterinärvitenskapeligt samarbete (7:e symposiet), Wik, Uppsala, Sverige. 1992. pp. 77-83
20. ↑  Observation of a polar bear with rabies. Taylor M, Elkin B, Maier N, Bradley M J Wildl Dis. 1991 Apr; 27(2):337-9
21. ↑  Occurrence of rabies in a wolf population in northeastern Alaska. Weiler GJ, Garner GW, Ritter DG J Wildl Dis. 1995 Jan; 31(1):79-82
22. ↑  Major antigenic groups of rabies virus in Canada determined by anti-nucleocapsid monoclonal antibodies. Webster WA, Casey GA, Charlton KM Comp Immunol Microbiol Infect Dis. 1986; 9(1):59-69
23. 1 2  An epidemic of sylvatic rabies in Finland--descriptive epidemiology and results of oral vaccination. Nyberg M, Kulonen K, Neuvonen E, Ek-Kommonen C, Nuorgam M, Westerling B Acta Vet Scand. 1992; 33(1):43-57
24. ↑  EXPERIMENTAL INVESTIGATIONS INTO RAGE AND RABIES IN POLAR FOXES, NATURAL HOSTS OF THE INFECTION. II. AN EXPERIMENTAL MORPHOLOGICAL STUDY OF RABIES IN POLAR FOXES. KONOVALOV GV, KANTOROVICH RA, BUZINOV IA, RIUTOVA VP Acta Virol. 1965 May; 9():235-9
25. ↑  Crandell RA. Arctic fox rabies. In: Baer GM, editor. The Natural History of Rabies. second. CRC Press, New York; 1991. pp. 291—306
26. ↑  Johnston DH, Fong DW. Epidemiology of Artic fox rabies. Wildlife rabies control. Proceedings of the international WHO symposium on Wildlife Rabies Control, Geneva, 1990 and report of the WHO Seminar on Wildlife Rabies Control, Geneva 1990. Wells Wells Medical cop. 1992. pp. 45-49
27. ↑  Survey of fox trappers in northern Alaska for rabies antibody. Follmann EH, Ritter DG, Beller M Epidemiol Infect. 1994 Aug; 113(1):137-41
28. ↑  Naturally acquired serum rabies neutralizing antibody in a Canadian Inuit population. Orr PH, Rubin MR, Aoki FY Arctic Med Res. 1988; 47 Suppl 1():699-700
29. ↑  Anonymous . World Health Organization. Report of a WHO/NVI workshop on arctic rabies, WHO/Rab. Res./90.35. Uppsala, Sweden; 1990
30. ↑  Elimination of rabies from red foxes in eastern Ontario. MacInnes CD, Smith SM, Tinline RR, Ayers NR, Bachmann P, Ball DG, Calder LA, Crosgrey SJ, Fielding C, Hauschildt P, Honig JM, Johnston DH, Lawson KF, Nunan CP, Pedde MA, Pond B, Stewart RB, Voigt DR J Wildl Dis. 2001 Jan; 37(1):119-32
31. ↑  Immunization of arctic foxes (Alopex lagopus) with oral rabies vaccine. Follmann EH, Ritter DG, Baer GM J Wildl Dis. 1988 Jul; 24(3):477-83
32. ↑  Oral rabies vaccination of arctic foxes (Alopex lagopus) with an attenuated vaccine. Follmann EH, Ritter DG, Baer GM Vaccine. 1992; 10(5):305-8